# Genesis of the Devil

Genesis of the Devil est un album sorti en 2001 sur le label Church of the Perverted contenant les premiers enregistrements de Marilyn Manson & The Spooky Kids.
Tous les neuf morceaux furent enregistrés à la session « Demystifying The Devil » et sont, si on en croit certains dires, très rares.
De plus, l'album contient une interview de onze minutes de Marilyn Manson.

## Liste des pistes
1. Sam Son of Man
2. Strange Same Dogma
3. White Knuckles
4. Interview with the Devil
5. White Trash (Live)
6. My Monkey (Live)
7. Misery Machine (Live)
8. Lunch Box
9. Misery Machine